# Robert Allen Mukes
Robert Allen Mukes est un acteur américain né le 14 mars 1964 à Indianapolis, Indiana.

## Filmographie
- 2008 : S.I.S. Special Investigation Section : le Samoan
- 2007 : Le Cauchemar de la forêt : Josiah
- 2006 : Drillbit Taylor, garde du corps : Bonecrusher
- 2005 : Weeds : Abumchuk (3 épisodes, 2006)
- 2002 : La Maison des 1 000 morts : Rufus Jr.
- 2002 : Black Mask 2: City of Masks : Snake
- 2015 : Bone Tomahawk de S. Craig Zahler

## Jeu vidéo
- 2024 : The Texas Chain Saw Massacre : Hands (voix et capture)